# Hemusita
L'hemusita és un mineral de la classe dels sulfurs. Rep el nom de la localitat tipus, que es troba a les muntanyes balcàniques (sent el seu nom antic Hemus).

## Característiques
L'hemusita és una sulfosal de fórmula química Cu₆SnMoS₈. Cristal·litza en el sistema isomètric. La seva duresa a l'escala de Mohs és 4.
Segons la classificació de Nickel-Strunz, l'hemusita pertany a «02.CB - Sulfurs metàl·lics, M:S = 1:1 (i similars), amb Zn, Fe, Cu, Ag, etc.» juntament amb els següents minerals: coloradoïta, hawleyita, metacinabri, polhemusita, sakuraiïta, esfalerita, stil·leïta, tiemannita, rudashevskyita, calcopirita, eskebornita, gal·lita, haycockita, lenaïta, mooihoekita, putoranita, roquesita, talnakhita, laforêtita, černýita, ferrokesterita, hocartita, idaïta, kesterita, kuramita, mohita, pirquitasita, estannita, estannoidita, velikita, chatkalita, mawsonita, colusita, germanita, germanocolusita, nekrasovita, estibiocolusita, ovamboïta, maikainita, kiddcreekita, polkovicita, renierita, vinciennita, morozeviczita, catamarcaïta, lautita, cadmoselita, greenockita, wurtzita, rambergita, buseckita, cubanita, isocubanita, picotpaulita, raguinita, argentopirita, sternbergita, sulvanita, vulcanita, empressita i muthmannita.
L'exemplar que va servir per a determinar l'espècie, el que es coneix com a material tipus, es troba conservat a la Universitat de Sofia.

## Formació i jaciments
Va ser descoberta a la mina d'or i coure de Chelopech, a la província de Sofia-Ciutat (Bulgària). També ha estat descrita a Romania, l'Uzbekistan, Rússia, la República Popular de la Xina i el Japó.